# Românii au talent (primul sezon)
Primul sezon Românii au talent (Romania's Got Talent) a debutat la Pro TV pe 18 februarie 2011. Proiectul este o franciză Got Talent, program tv dezvoltat de compania britanică Simco Limited, și i-a avut ca gazde pe Smiley și Pavel Bartoș. Juriul emisiunii a fost compus din Andra, Mihai Petre și Andi Moisescu. În total, au avut loc 11 evenimente: 6 audiții, 4 semifinale (12 concurenți în fiecare, deci 48 în toate semifinalele) și o finală (12 concurenți; din fiecare semifinală se alegeau 3 concurenți câștigători: primii doi prin votul publicului, iar al treilea prin votul juriului care a dat o șansă unui concurent dintre cei clasați pe locurile al treilea și al patrulea, tot în urma opțiunilor publicului), audițiile fiind înregistrate, iar semifinalele și finala transmise în direct din Studiourile MediaPRO din Buftea. 
Marele premiu în sumă de 120.000 de euro a fost câștigat de Adrian Țuțu, concurentul care în finală s-a prezentat cu melodia hip hop „Sunt român, deci pot”. La preselecție a impresionat publicul și juriul cu piesa „E evident, românii au talent”, un imn neoficial al emisiunii de la Pro TV, iar în semifinală cu „Iubiți-vă părinții!”, tot pe ritmuri hip-hop. El nu poate lua întreaga sumă pe care a câștigat-o, pentru că trebuie să plătească impozit statului. Lui îi revin doar 100.800 de euro, iar statul roman îi impozitează câștigul cu 19.200 de euro.
Anunțul că Adrian Țuțu a câștigat marea finală a adus și critici în randul publicului care a urmărit show-ul. Cei mai mulți au fost revoltați că nu talentul, ci cazul a câștigat marele premiu de 120.000 de euro, potrivit celor de la Adevărul. Atât forumurile, cât și rețelele de socializare au fost asaltate cu mesaje de protest, iar un val de critici fără precedent s-a stârnit la adresa Pro TV și a învingătorului lor.
La nivelul publicului din mediul urban, Pro TV și-a păstrat poziția de lider absolut devansând și audiențele celorlalte televiziuni.

## Succesul național și internațional
Românii au talent este formatul de mare succes mondial Got Talent, cumpărat de Pro TV de la FremantleMedia.
Prima ediție a show-ului care a debutat la Pro TV a avut audiențe ce au transformat emisiunea în cel mai urmărit program de divertisment din 2004 până în prezent. La prima ediție a concursului Românii au talent, Pro TV a fost lider clar de audiență și nu a depășit doar posturile concurente, ci și-a bătut și propriile recorduri. Astfel, show-ul Românii au talent a fost de două ori mai vizionat decât Dansez pentru tine, potrivit paginademedia.ro. La nivelul publicului din mediul urban, Pro TV și-a păstrat poziția de lider absolut devansând și audiențele celorlalte televiziuni.
Got Talent este unul dintre cele mai de succes formate de televiziune ale anului 2009, depășindu-și propriile recorduri de audiență peste tot în lume. Show-ul de televiziune a fost difuzat în peste 30 de țări, printre care Marea Britanie, Suedia, Grecia, Belgia, Australia, Rusia, Portugalia, Franța, Statele Unite ale Americii, Ucraina, Serbia, India, Armenia, Slovacia, Polonia, Noua Zeelandă, Danemarca, Argentina, Olanda, Norvegia, Spania, Germania, Finlanda și Israel.

## Juriu și prezentatori

### Juriu
Andra, Mihai Petre și Andi Moisescu au fost cei care i-au ales pe cei mai talentați români.
Andra a declarat:
„Este un concurs care dă o șansă oamenilor simpli, talentați, care nu au avut acces la linia întâi a showbiz-ului, fiindcă nu au îndrăznit mai mult, fiind prea modești. Noi le dam o șansă. Pe plan muzical, mă impresionează calitatea interpretării, dar și amprenta personală. De asemenea, știu că în aceste situații aflăm câte ceva și despre viața personală a concurenților, iar în cazul multora, poveștile de viata vor fi probabil impresionante. Amintiți-vă ce ravagii a făcut Susan Boyle în Marea Britanie, nu doar cu vocea ei, dar mai ales cu povestea de viață, ruptă parcă dintr-un film.”
În ceea ce-l privește pe Mihai Petre, acesta a spus că va fi un jurat corect și obiectiv și că va urmări implicarea fizică și emoțională a concurenților, capacitatea lor de a transmite emoție.
Andi Moisescu a spus că nici el va fi prea indulgent, el va îmbina înțelegerea și respectul cu puțină ironie.

### Prezentatori

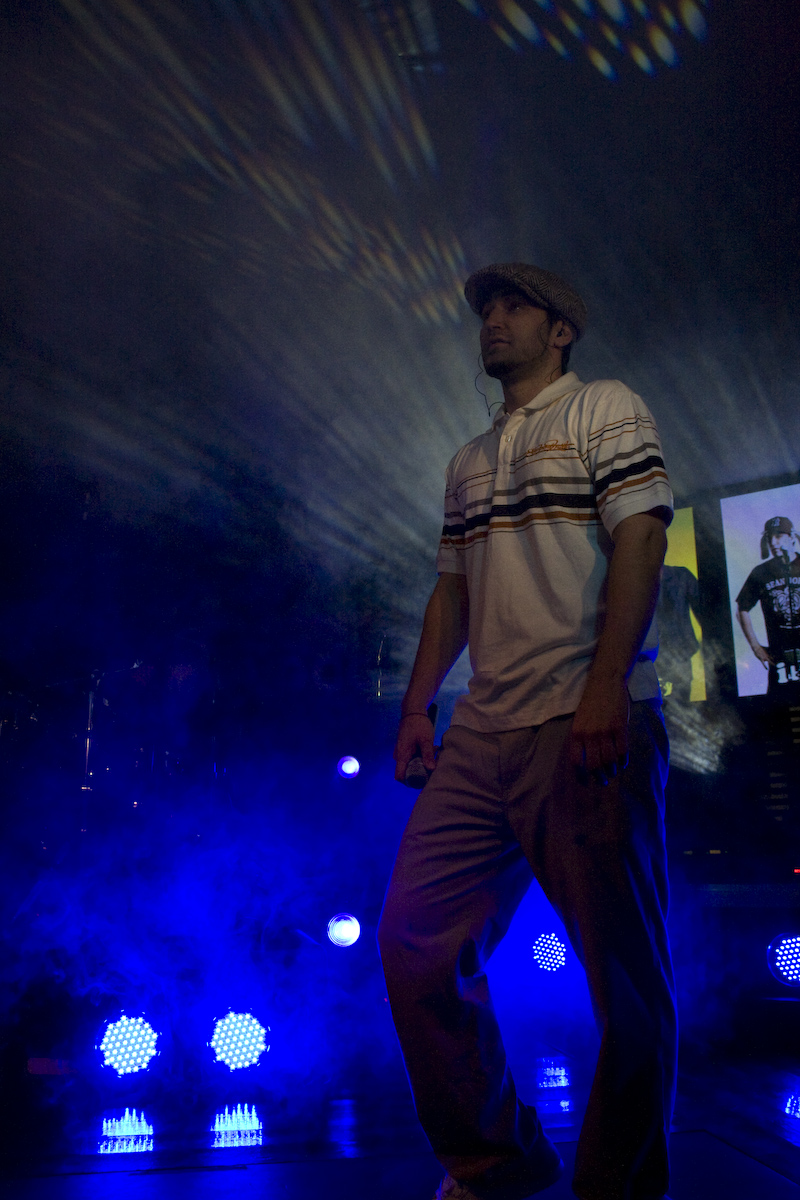
Smiley

Smiley și Pavel Bartoș au fost prezentatorii emisiunii.
Cei doi s-au aflat tot timpul în culise alături de concurenți pentru a lua impresii, pentru a-i susține și a-i încuraja pe toți cei care urmează să urce pe scenă.
Smiley a spus:
„Eu și Pavel vom prezenta acest show, iar în timpul preselecțiilor, rolul nostru este să aflăm cât mai multe despre cei care concurează, să le dăm sfaturi și, bineînțeles, să-i susținem.”
Pavel a declarat:
„Sfatul meu pentru toți cei care vor ajunge în fața juriului este să-și controleze emoțiile și să meargă pe premiza că sunt cei mai buni.”
El a mai spus de asemenea:
„Mă aștept să văd de toate. Românii au talent este un show care nu ține cont de vârstă, ocupație sau sex, talentul fiind singurul care contează. Îi așteptăm la preselecții pe toți cei care știu să facă lucruri inedite, surprinzătoare, de la cântat, tricotatul cu picioarele sau jonglerii cu mingea, pentru că vrem să-i arătăm întregii țări.”

## Etapele concursului

### Înscrierile și audițiile
Înscrierile s-au putut face pe site-ul romaniiautalent.ro începând cu 2 iulie 2010, dar și direct în locațiile special organizate în orașele în care au avut loc preselecțiile: Timișoara (14 august), Cluj (24 august), Piatra Neamț (31 august), Constanța (7 septembrie) și București (4 decembrie).
După șase ediții în urma cărora peste 400 de concurenți au reușit să primească minim doi de „DA”, pentru a merge mai departe, juriul a făcut selecția semifinaliștilor. Astfel, cei trei membri ai juriului format din Mihai Petre, Andra și Andi Moisescu au ales 48 de concurenți care au mers în semifinalele show-lui.
Cele șase audiții au fost înregistrate, în timp ce următoarele emisiuni (semifinalele și finala) au fost transmise în direct.

### Semifinalele
Au avut loc patru semifinale.
Regulament
Publicul a votat prin SMS și a ales finaliștii. Este vorba despre primii doi concurenți, care au primit cele mai multe voturi. Juriul a dat o șansă unui concurent dintre cei clasați pe locurile al treilea și al patrulea, tot în urma opțiunilor publicului.
Locul desfășurării
Cele patru semifinale au fost transmise în direct din Studiourile MediaPRO din Buftea.
| Legendă | Ales de public prin vot (locul I) | Ales de public prin vot (locul II) | Votul juriului (locul III) |

| Concurenții din tabelele următoare nu sunt ordonați după anumite criterii. |
| -------------------------------------------------------------------------- |

#### Prima semifinală
Prima semifinală a fost ținută pe 1 aprilie 2011. Invitații speciali au fost Costel Busuioc și Valentin Urse.
| Concurenții                       |                               | |
| Concurent                         | Domeniu                       | Note |
| Titanii Funky Fresh               | Dans                          | Ei au fost primii care au intrat pe scenă |
| Narcis Iustin Ianău               | Muzică de operă               | „Am foarte mari emoții deoarece în această seară nu voi cânta numai în fața a milioane de telespectatori ci și în fața mamei mele care va fi în public”, a declarat acesta înainte de a intra pe scenă.                                                               |
| Ana Maria Sandu                   | Cântatul la saxofon           | Ana Maria Sandu a încântat juriul cântând la saxofon. „Există o barieră între tine și public, nu arunci cu talent, nu transmiți”, i-a spus Mihai Petre la finalul prestației live.                                                                                    |
| Marius Ioniță                     | Cântatul la tobe și stepul    | „Mie mi s-a părut năstrușnică ideea lui de la început”, a spus Andi Moisescu. Și Andrei i-a plăcut prestația. „Foarte haios și frumos momentul”, a spus și tânăra mămică. „Talentul tău e evident, ai ritm, ești un izvor de bună dispoziție”, a spus și Mihai Petre. |
| Viorica & Emil Luca               | Dans tradițional (piruete)    | Soții Luca au reușit să atingă cifra record de 400 de piruete, și mai mult, după ce piruetele s-au terminat, cei doi au continuat să danseze. |
| Paul și Virgil Păunescu           | Muzică                        | Cei doi nu au reușit să impresioneze foarte tare publicul. |
| Bernadette Szep și cățelușa Vanda | Dresare                       | Tânăra a dansat împreună cu patrupedul ei, iar la final cățelușa a primit o pizza. |
| Reca Lazin și Ștefan Manduc       | Dans                          | „Vă stă bine împreună, dansați bine împreună. Astăzi a fost bine. Nu a fost extraordinar, dar a fost bine”, a spus Petre. Și Andrei i-a plăcut cuplul, pe care îl consideră energic.                                                                                  |
| Mihai Alexandru Cămărăscu         | Muzică de operă               | Mihai Alexandrescu a impresionat juriul cu vocea sa, dar i s-a spus că a avut cam multe emoții. |
| Florin Harsan                     | Tuns                          | Concurentul a tuns cu o viteză uimitoare, fără a da greș, trei domnișoare aflate pe scenă. Florin a spus că poate chiar să bărbierească la fel de repede, dar nu a făcut nici un fel de demonstrație în acest sens.                                                   |
| Rareș Deac                        | Mișcarea mușchilor abdominali | Rareș Deac, tânărul care își mișcă mușchii abdominali pe ritmul muzicii, a venit în platou cu o gură desenată pe abdomen, niște aripi pictate pe omoplați și a impresinat atât publicul cât și juriul.                                                                |
| Ballance                          | Gimnastică                    | Trupa Ballance a extaziat de-a dreptul publicul, dar și juriul, Andra rămânând practic fără cuvinte. „Am rămas fără grai!”, a spus vedeta la finalul prestației. „Mă bucur că am născut acum două săptămâni. Am avut niște emoții...”, a adăugat tânăra mămică.       |

#### A doua semifinală
A doua semifinală a fost ținută pe 2 aprilie 2011. Invitatii speciali au fost Pepe și Petruța Cecilia Kupper.
| Concurenții                   |                        | |
| Concurent                     | Domeniu                | Note |
| Adrian Țuțu                   | Muzică Rap             | Primul concurent al serii a fost Adrian Țuțu, cel care în preselecție a impresionat cu piesa „„E evident, românii au talent”, un imn neoficial al emisiunii de la Pro TV. Pentru semifinală, Adrian a pregătit o nouă piesă, „Iubiți-vă părinții!”, din nou pe ritmuri hip-hop, care exprimă un mesaj către părinții săi, care au murit în copilăria lui.      |
| Eduard Malița și Bianca Oniță | Magie                  | Eduard a fost legat cu lanțuri și introdus într-un recipient cu apă. Mai întâi, el a reușit să își scoată lanțurile iar finalul a dat juriul pe spate: Eduard a reușit să iasă din cușca cu apă, iar în locul lui a apărut, închisă, Bianca. |
| Claudiu Udrea                 | Muzică                 | Claudiu Udrea a încercat să convingă votanții cu piesa „I've Got You Under My Skin”. Prestația lui nu a fost însă apreciată de Mihai Petre, care a apăsat butonul pentru a-l opri pe concurent. |
| Veverițele vesele             | Comedie                | „Veverițele” s-au deghizat în pielea mai multor personaje și personalități celebre: Freddie Mercury în celebrul videoclip al piesei „I Want to Break Free”, Marilyn Monroe în celebra rochiță albă, Edith Piaf și multe altele. |
| Valentin Păun                 | Dans și comedie        | Concurentul a dansat „Macarena” și s-a adaptat cu mișcările sale pe mai multe melodii și a reușit să-i facă pe Andi Moisescu și Mihai Petre să se contrazică pe seama numărului său. În timp ce Mihai l-a sfătuit pe Valentin să se mai antreneze pentru dansurile sale, Andi i-a ținut partea concurentului și i-a transmis că numărul său a fost foarte bun. |
| Cristina Bondoc & Alina Dincă | Muzică ușoară          | Fetele au pregătit un show de excepție, cu dansatori și un decor adecvat, iar interpretarea piesei „It's Raining Men” i-a încântat pe spectatori. |
| Alin Imre                     | Dans                   | Alin a imitat mișcările lui Michael Jackson în timpul pieselor „Smooth Criminal” și „Billie Jean” și a reușit să reproducă una dintre mișcările legendare de dans ale Regelui muzicii pop: Moonwalk. |
| Tatiana Ilescu                | Jonglări pe monociclu  | Ea a jonglat cu cercuri în jurul mijlocului său, în timp ce se deplasa pe un monociclu, și, în plus față de preselecții, a reușit să se miște cu cercuri aflate în flăcări. |
| Trouble                       | Dans                   | „Sunteți inventivi. Vreau să felicit fetele pentru că le-au dat în cap băieților, la capitolul energie. I-ați dat o lecție de dans gratis lui Andi Moisescu”, a glumit Mihai Petre. |
| Marius Mihai Coșofreț         | Imitarea animalelor    | Mihai s-a prezentat cu un număr în care a imitat găini, curcani, bufnițe, lupi, vaci, oi dar și pe Ion Dolănescu. |
| Laura Bogorodea               | Dans pe muzică indiană | Din păcate pentru ea, unul dintre jurați, Mihai Petre, nu a apreciat prestația ei, pentru că ea nu a adus, din punctul său de vedere, nimic în plus față de preselecții. |
| Akikai                        | Arte marțiale          | „Faceți spectacol și sport în același timp, asta e foarte important”, a punctat Mihai Petre la finalul numărului celor de la Akikai. |

#### A treia semifinală
A treia semifinală a avut loc pe 8 aprilie 2011 Invitații speciali au fost cele 8 perechi concurente din ulteriorul sezon Dansez pentru tine.
| Concurenții              |                                              | |
| Concurent                | Domeniu                                      | Note |
| Clevers                  | Dans                                         | Îmbrăcate în costume de deținuți, fetele de la Clevers au umplut scena de energie și de efecte pirotehnice, și în plus, au fost lăudate de juriu. |
| AcroMistyc               | Dans                                         | Acrobați și dansatori, Oana și Bogdan, au dansat tango în timp ce se aflau suspendați deasupra scenei. |
| Marian Vasilescu         | Muzică                                       | Studentul din Drobeta Turnu Severin a făcut-o pe Andra să fredoneze alături de el refrenul de la „Hero”, de Enrique Iglesias. Tânărul a schimbat rapid registrul muzical cântând și muzică populară.                                                                                |
| Rebeca Neacșu            | Muzică de operă                              | Rebecca Neacșu a ridicat sala în picioare când a cântat „Ave Maria”. |
| Daniel Borșan            | Dans                                         | El este un „Dracula îndrăcit” care a dansat așa cum doar el știe pe melodia lui Scooter, „Maria (I Like It Loud)”. Șomerul din Turda a reușit să obțină două X-uri în timp ce țopăia costumat în vampir.                                                                            |
| Alma Nicole Boiangiu     | Muzică (voce și pian)                        | Alma Nicole Boiangiu a îmblânzit publicul cu o voce și un pian. Ea a mărturisit că intenționează să dea admitere atât la Universitatea de Teatru cât și la Conservator. |
| Cristian Lorenzo Stancu  | Magie                                        | Cristian Lorenzo Stancu, magicianul din Timișoara, a venit cu un număr special reușind să aducă pe scenă femei frumoase, bărbați, dar și o motocicletă având ca fundal muzical Prodigy.                                                                                             |
| Ioana Roxana Rotar       | Gimnastică, acrobații și contorsionism       | Ioana a mărturisit că o are drept idol pe Nadia Comăneci și că, asemeni marii campioane, își dorește să-i fluture deasupra capului drapelul României. |
| Transylvania Voces       | Cântatul la sticle, la bețe și muzica gospel | După ce în preliminarii au cucerit publicul și pe juratul Mihai Petre cu piesa „Măciuca lui Mihai”, cele 16 fete din corala Transylvania Voces au intrat în concurs cu numărul 9.                                                                                                   |
| Cosmin Agache            | Beatbox                                      | Cosmin a imitat perfect o baterie și a intrat în pielea unui DJ experimentat. Prestația lui i-a ridicat pe jurați în picioare. |
| Dance Fiction Crew (DFC) | Street dance                                 | „Vreau să vă văd în finală”, le-a spus Mihai Petre celor trei dansatori. „Sper să nu fiu nevoit vreodată să aleg între voi și Cosmin Agache, puștiul beatbox. Din punctul meu de vedere sunteți talente veritabile și meritați să ajungeți în finală”, a declarat și Andi Moisescu. |
| Ștefan Florescu          | Jonglerii cu mingea                          | Impresionat de numărul lui Ștefan și de sacrificiul pe care acesta l-a făcut vânzându-și bicicleta pentru a putea ajunge la preselecțiile de la „Românii au talent”, Andi Moisescu a promis că-i va cumpăra el o alta nouă.                                                         |

#### A patra semifinală
Ultima semifinală a avut loc pe 9 aprilie 2011. Invitații speciali au fost Horia Brenciu și Marius Mihalache.
| Concurenții                         |                         | |
| Concurent                           | Domeniu                 | Note |
| Blockbusters Crew                   | Dans                    | În ultima semifinală a emisiunii Românii au talent, tinerii au purtat costume roșu cu negru și au avut o coregrafie bine pusă la punct. Juriul i-a lăudat pe concurenți, iar Andra a declarat că îi apreciază pentru că ei nu vor putea face playback niciodată. |
| Valentin Dinu                       | Muzică ușoară           | Tânărul a ales pentru semifinala emisiunii pieasa „You Are Not Alone” a regretatului Michael Jackson. Valentin Dinu, a făcut atmosferă cu ajutorul trupei de dans a emisiunii. După încheierea momentului artistic, tânărul a fost aplaudat timp îndelungat. El a fost încurajat să renunțe la meseria sa, acesta lucrând la o spălătorie auto.                                                                             |
| Fanfara Rotaria Junior              | Fanfară                 | Tinerii au inclus în actul artistic și câteva jonglerii cu intrumentele muzicale. Smiley a declarat că ar fi încântat ca pe ultimul drum să fie condus de o astfel de fanfară. Dirijorul fanfarei a declarat că într-o lună vor scoate și un album. La sfârșitul momentului artistic, tinerii au cântat și piesa „Love is for free” a lui Smiley.                                                                           |
| Duminică Natalia și Duminică Aliona | Bellydance              | Natalia și Aliona Duminică au adus pe scenă torțe aprinse dar și alte dansatoare care au întregit spectacolul. Tânăra și-a urmat mama în cariera de bellydance încă de la vârsta de 2 ani. Mama și fiica sunt colege de dans dar și de bancă, la facultate. |
| Alin Stanis                         | Muzică de operă         | Tânărul cântăreț a fost criticat de juriu pentru ținuta sa, însă a fost aplaudat pentru prestație. Alin Stantis este administrator de cofetărie, însă a fost încurajat de juriu să meargă mai departe cu cariera muzicală. |
| Orlando Oprescu                     | Acrobații               | Orlando Oprescu a declarat că a crescut în clădirea Circului, deoarece părinții săi au fost circari din generație în generație. Acrobatul de la Românii au talent l-a plictisit pe Mihai Petre. |
| Mădălina Luca                       | Cântatul la nai         | „Cred că ai cântat corect dar nu ai trecut de bariera spectacolului. Emoțiile te-au dominat și puteai mult mai mult”, a spus Mihai Petre. Mădălina a fost lădată de Andi Moisescu și de Andra și a fost încurajată să continue acestă carieră. |
| Trupa Mistik                        | Magie                   | Cuplul de la trupa de magie Mistik a pregătit pentru semifinala emisiunii un număr în care cei doi și-au schimbat hainele într-un timp record. Mihai Petre nu a fost deloc impresionat spunându-le celor doi că momentele în care s-au schimbat au durat prea mult. Momentul trupei Mistik a fost oprit de juriu, iar cei doi și-au exprimat nemulțumirea spunând că aveau pregătită o surpriză pentru sfărșitul numărului. |
| Veronica Fizeșan                    | Muzică de operă și rock | Veronica Fizeșan s-a prezentat pe scenă îmbrăcată în negru. Cântăreața a fost lăudată pentru vocea sa unică de către toți membrii juriului. |
| Freakquency                         | Breakdance              | Băieții au fost costumați în călușari, însă au dansat breakdance. Băieții au fost lăudați atât pentru coregrafie cât și pentru ținută. |
| Mădălina Felea                      | Dans la bară            | După actul artistic, Medea a declarat că a fost încărcată cu energie pozitivă din partea juriului. Ea iși dorește ca gimnastica la bară să devină un sport olimpic. Într-un spirit comic, Smiley a declarat că își dorește ca iubita lui, Laura, să învețe să facă gimnastică la bară. |
| Valentin Luca                       | Trucuri de barman       | El a pregătit un număr special; s-a folosit de o plasmă în care apăreau imagini cu el și a făcut un spectacol „în doi”. Tânărul a fost ultimul concurent al celei de-a patra semifinale a emisiunii Românii au talent. |

### Finala
Finala concursului a avut loc pe 25 aprilie 2011, mai exact în ziua de luni, în a doua zi de Paști, începând cu ora 20:30 (EEST), în direct din Studiourile MediaPRO din Buftea. Invitații speciali ai serii au fost Loredana Groza și Damian Drăghici.
| Tabelul următor este ordonat după numărul de voturi ale publicului. |
| ------------------------------------------------------------------- |

| Concurenții |                               |                            |                               | |
| #           | Concurent                     | Domeniu                    | Procent (voturile publicului) | Note |
| 1           | Adrian Țuțu                   | Muzică Rap                 | 29,29 %                       | Concurentul a cântat melodia „Sunt român, deci pot” pe ritmuri de hip hop. |
| 2           | Narcis Iustin Ianău           | Muzică de operă            | 24,40 %                       | În finala emisiunii, Narcis a cântat un fragment din „Fantoma de la Operă”. |
| 3           | Valentin Dinu                 | Muzică ușoară              | 16,26 %                       | Valentin Dinu a cântat melodia celor de la Boyz II Men, „End of the Road”. |
| 4           | Ballance                      | Gimnastică                 | 10,40 %                       | Cei doi gimnaști de la trupa Ballance au ridicat toată lumea în picioare și au primit ropote de aplauze. |
| 5           | Cosmin Agache                 | Beatbox                    | 7,91 %                        | Băiatul s-a prezentat pe scenă însoțit de dansatorul Robo, cu trupa sa DFC (Dance Fiction Crew), și a executat un număr de beatbox. |
| 6           | Valentin Luca                 | Trucuri de barman          | 3,53 %                        | Luca a făcut amestecuri de băuturi și a jonglat cu sticlele si paharele. |
| 7           | Rebeca Neacșu                 | Muzică de operă            | 2,50 %                        | Ea a dechis seara marii finale. |
| 8           | Ștefan Florescu               | Jonglerii cu mingea        | 1,94 %                        | Ștefan s-a prezentat în finală cu un număr de jonglerii cu mingea, în care a avut și un scenariu cu mai multe domnișoare. Show-ul nu a fost, însă, tocmai pe placul lui Mihai Petre, care avea așteptări mai mari.                                                   |
| 9           | Cristina Bondoc & Alina Dincă | Muzică ușoară              | 1,11 %                        | „Fetelor, voi puteți câștiga din muzică mai mult decât acest premiu de 120.000 de euro. Așa că nici nu mai contează, pentru că aveți viitorul asigurat” le-a spus Andi Moisescu.                                                                                     |
| 10          | Mădălina Felea                | Dans la bară               | 1,02 %                        | Înainte de a-și demonstra talentul, Mădălina a ținut să precizeze: ce face ea nu are nicio legătură cu striptease-ul, este pur și simplu un sport. |
| 11          | Viorica & Emil Luca           | Dans tradițional (piruete) | 0,86 %                        | Familia Luca a efectuat 600 de piruete în finală. Soții Luca au venit însoțiți de copii și de ansamblul folcloric Mureșul din Târgu Mureș. Mihai Petre a recunoscut dificultatea și valoarea prestației, dar a spus că ar fi preferat ca în finală să vadă ceva nou. |
| 12          | Akikai                        | Arte marțiale              | 0,79 %                        | Grupul Akikai a făcut o demonstrație de arte marțiale pe muzică. Juriul i-a felicitat și le-a transmis un mesaj de forță și determinare. |

## Premiu
Adrian Țuțu, câștigătorul show-ului Românii au talent, nu poate lua întreaga sumă pe care a câștigat-o, pentru că trebuie să plătească impozit statului. Astfel, lui îi revin doar 100.800 de euro, iar statul roman îi impozitează câștigul cu 19.200 de euro.
Sorin Blejnar, președintele ANAF, a declarat pentru gândul.info că regretă că nu-l poate scuti pe Adrian de la plata impozitului:
„Îmi pare sincer rău, pentru că e o situație specială, îi cunosc situația familială și nu aș fi vrut să îi diminuez bucuria câștigării premiului. Dar, din păcate, nu avem baza legală pentru a-i acorda această scutire.”
Potrivit Codului fiscal, „veniturile sub formă de premii se impun, prin reținerea la sursă, cu o cotă de 16% aplicată asupra venitului netrealizat din fiecare premiu. Obligația calculării, reținerii și virării impozitului revine plătitorilor de venituri”.
Adrian Țuțu spune că nu s-a gândit ce va face cu banii pe care i-a câștigat, nici înainte de a deveni învingător și nici după ce a obținut marele premiu. „Acum sunt super fericit și vreau să continui cu muzica”, a spus Adrian Țuțu. Promite că-și va continua și studiile: „Școala e cea mai importantă”, povestește el, „vreau să o continui, apoi să fac Conservatorul”.

## Controverse
Anunțul că Adrian Țuțu a câștigat marea finală a adus și critici în rândul publicului care a urmărit show-ul. Acestea pot fi văzute cel mai bine pe internet. Valuri de internauți își exprimă mulțumirea sau nemulțumirea față de rezultatul concursului. Valul de critici îl vizează atât pe câștigătorul Românii au talent, dar și conducerea televiziunii care a organizat concursul.
Atât forumurile, cât și rețelele de socializare au fost asaltate cu mesaje de protest. Cei mai mulți au fost revoltați că nu talentul, ci cazul a câștigat marele premiu de 120.000 de euro, potrivit celor de la Adevărul.
Un val de critici fără precedent s-a stârnit la adresa Pro TV și a învingătorului lor „contrafăcut”, Adrian Țuțu. Site-urile de internet gestionate de Pro TV au mii de accesări și comentarii, predominant, defavorabile. S-a creat o controversă puternică, iar Pro TV a rămas în atenția publicului chiar și după încheierea show-ului.
„Înscenarea” pusă la cale de Pro TV pare să repete povestea de la Britain’s Got Talent din 2009, când Susan Boyle a ieșit pe locul doi, deși era favorita publicului. Astfel s-a creat o mare controversă în jurul organizării emisiunii, iar subiectul a rămas în atenția publicului timp îndelungat.

## Rating
| m | milioane |

| Show         | Dată         | Telespectatori | Cotă  | Vârf: telespectatori | Vărf: cotă | Referință     |
| ------------ | ------------ | -------------- | ----- | -------------------- | ---------- | ------------- |
| Audiția 1    | 18 februarie | 2m             | —     | peste 4m             | 52,9%      | [ 47 ]        |
| Audiția 2    | 25 februarie | 2.24m          | 39.8% | 4.5m                 | 59.8%      | [ 48 ] [ 49 ] |
| Audiția 3    | 4 martie     | 2.4m           | 42.8% | 3.08m                | —          | [ 50 ]        |
| Audiția 4    | 11 martie    | 2.55m          | 44.3% | 3.28m                | —          | [ 51 ]        |
| Audiția 5    | 18 martie    | —              | 58.1% | 5m                   | 70.6%      | [ 52 ]        |
| Audiția 6    | 25 martie    | —              | 46.7% | 5.5m                 | 70.7%      | [ 53 ]        |
| Semifinala 1 | 1 aprilie    | —              | 47.3% | 5.5m                 | 66.6%      | [ 54 ]        |
| Semifinala 2 | 2 aprilie    | —              | 48.2% | —                    | —          | [ 54 ]        |
| Semifinala 3 | 8 aprilie    | —              | 45.7% | 5m                   | 64.8%      | [ 55 ]        |
| Semifinala 4 | 9 aprilie    | —              | 40.3% | —                    | 59.9%      | [ 55 ]        |

| Finala |
| Marea finală a emisiunii Românii au talent care s-a ținut pe 25 aprilie 2011 a avut în momentul anunțării câștigătorului o cotă de piață fabuloasă de 71,7% pe publicul comercial din mediul urban cu vârste cuprinse intre 18-49 de ani. Asta înseamnă că aproape 3 sferturi din publicul comercial din mediul urban care avea televizorul deschis se uita la Pro TV, la emisiune, pentru a vedea care este marele câștigător. |